# NGC 2371 und NGC 2372
NGC 2371 ist ein planetarischer Nebel im Sternbild Zwillinge, der etwa 5.600 Lichtjahre von der Erde entfernt ist.
Der planetarische Nebel NGC 2371 wurde am 12. März 1785 von dem deutsch-britischen Astronomen Friedrich Wilhelm Herschel entdeckt.